# Joodse Wijk (Zamość)
De Joodse wijk (Pools: Dzielnica Żydowska) is een historische wijk in de binnenstad van de Poolse stad Zamość. Vanaf 1588 tot de Tweede Wereldoorlog woonden veel Joden in deze wijk, gelegen in het noordoosten van de binnenstad. Sindsdien is de gemeenschap bijna volledig uit Zamość verdwenen. Zamość werd als perfecte renaissancestad in 1581 gesticht door Jan Zamoyski waarnaar de stad ook vernoemd is. De wijk beschikte over een eigen kehilla. De wijk werd begrensd door Rynek Solny aan de westkant en aan de oost- en noordkant door kazematten, aan de zuidkant gaat de wijk over in de Armeense Wijk. De historische kehilla is te vinden aan Rynek Solny. De straten Pereca en Zamenhofa vormen de kern van deze wijk, de straat Ormianska (Armeense straat in het Pools) wordt gedeeld met de historische Armeense wijk, in deze straat bevond zich eerder het Yeshiva van de Wijze Mannen. Deze yeshiva werd in de 18e eeuw opgericht door Rabbi Yaakov Isaak Hochgelentner waardoor het een belangrijk onderwijscentrum werd voor rabbijnen. Het centrum van de Joodse wijk en de gemeenschap was de Synagoge van Zamość. Deze synagoge is sinds 1945 de enige Sefardische synagoge van Polen doordat Lviv na de grenswijziging in Oekraïne ligt.
Alleen Sefardische Joden mochten zich sinds 1588 van Jan Zamoyki vestigen in Zamość, mede wegens hun belangrijke handelscontacten naar de Levant. De eerste Sefardische Joden kwamen uit Lviv, later volgden Sefardische Joden uit Italië en het Ottomaanse rijk. Vanaf 1623 volgden ook Sefardische Joden uit de Republiek en Vlaanderen. Het privilege van Jan Zamoyki gold alleen voor Sefardische Joden. De reden dat veel Sefardische Joden hieraan gehoor gaven kwam doordat Zamość aan de handelsroute Via Regia lag en er een (extra) handelsknooppunt kwam in Polen-Litouwen tussen Midden-, Oost-en Zuid-Europa, daarnaast met het Nabije Oosten en vanaf 1623 het Verre Oosten en West-Indië. Medio 18e eeuw werden de Sefardische Joden vervangen door Asjkenazische Joden, omdat de meeste Sefardische Joden verdwenen waren door oorlogen, vanaf deze tijd werd het een belangrijk haskala-bolwerk.

## Afbeeldingen

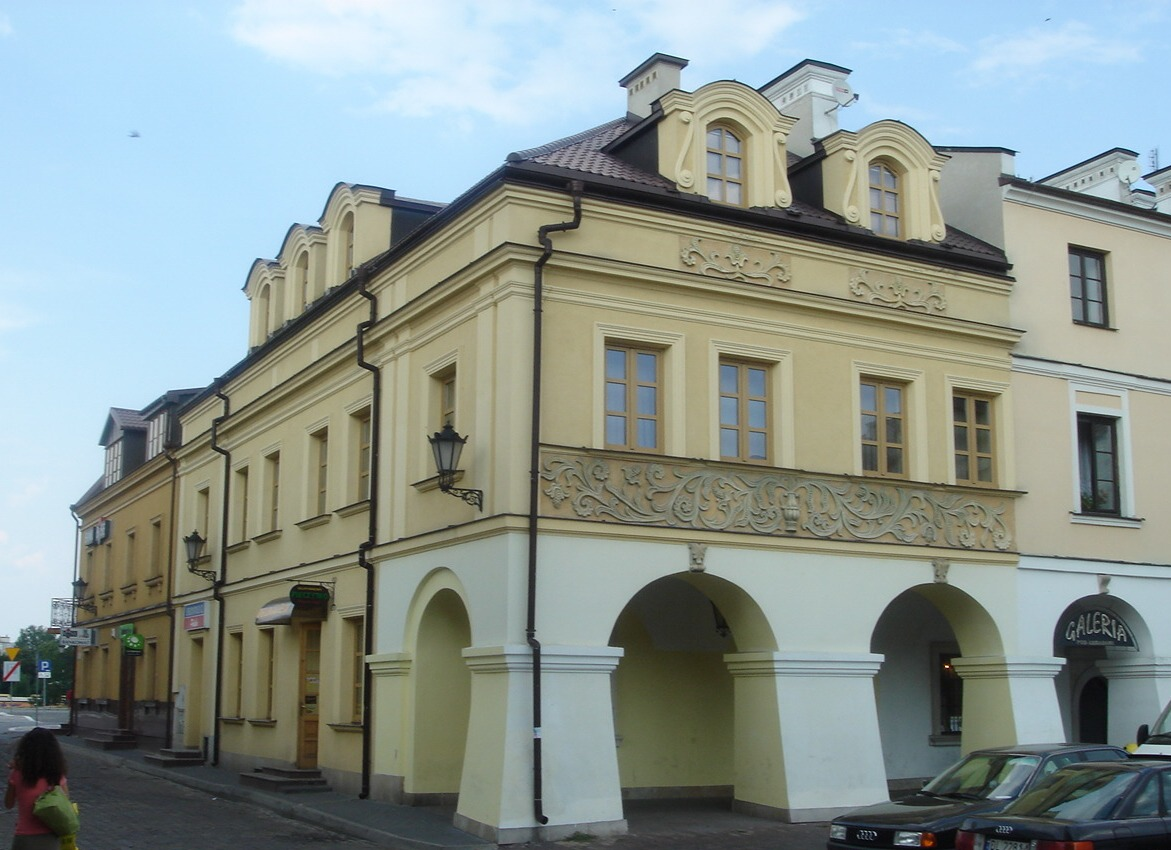
Kehilla
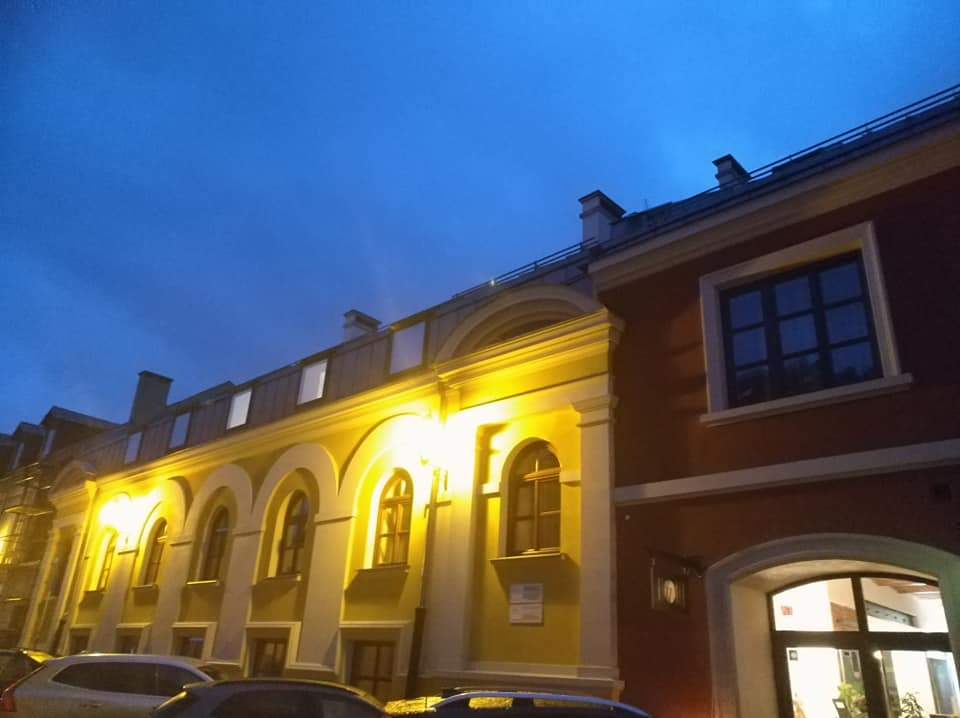
Voormalig mikveh
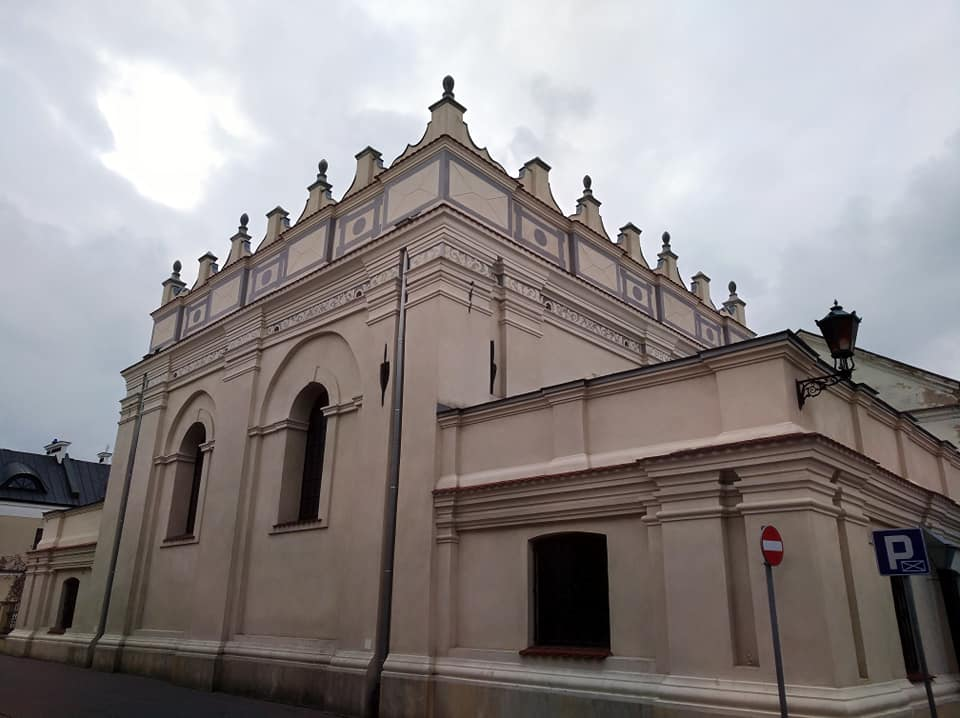
De synagoge na de renovatie
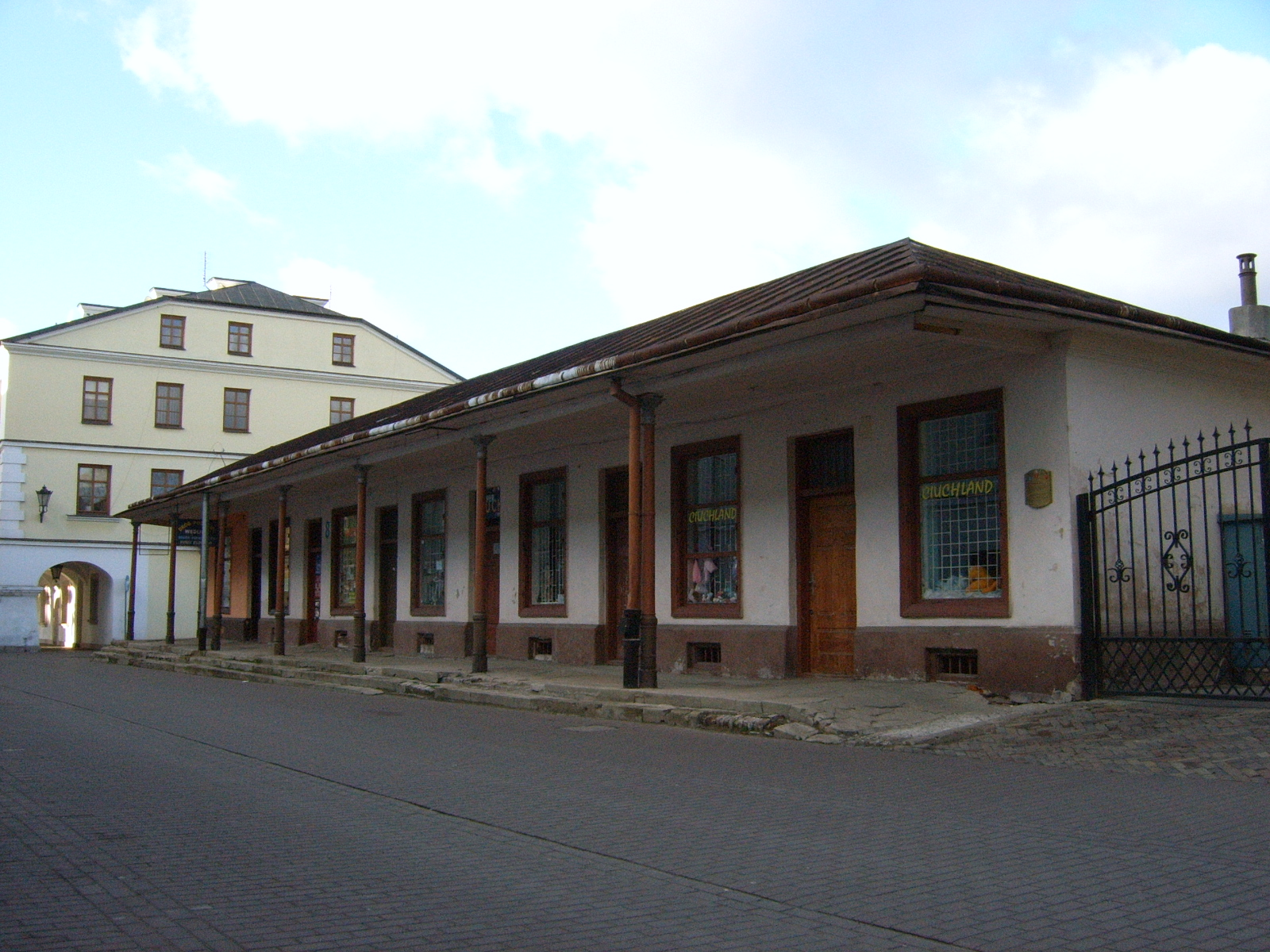
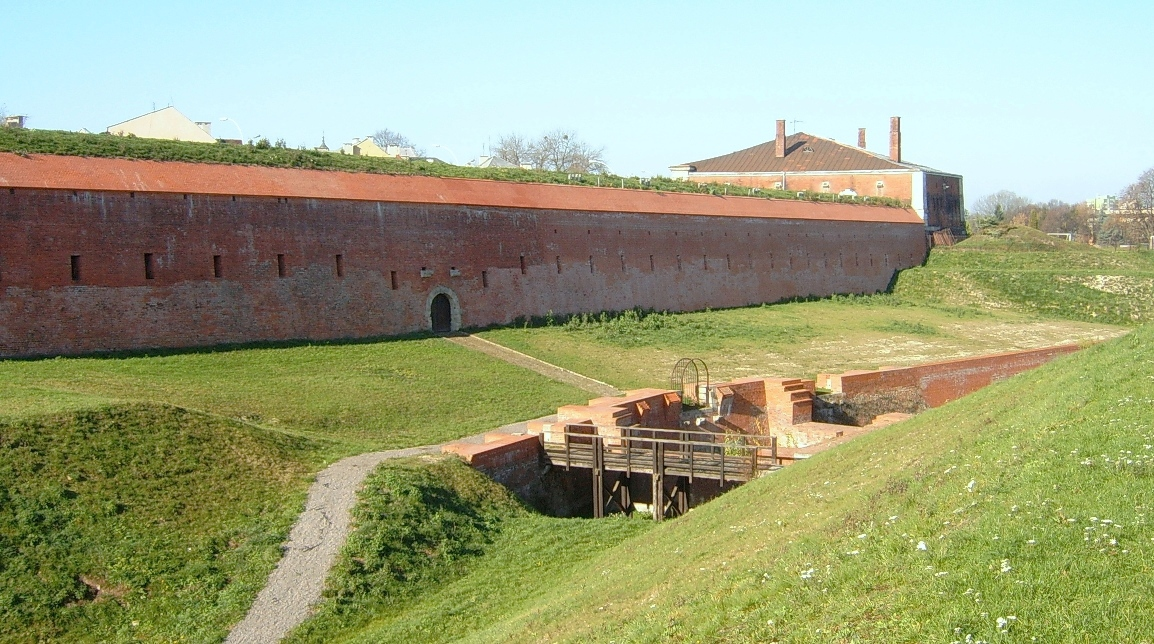
Kazematten in Zamość
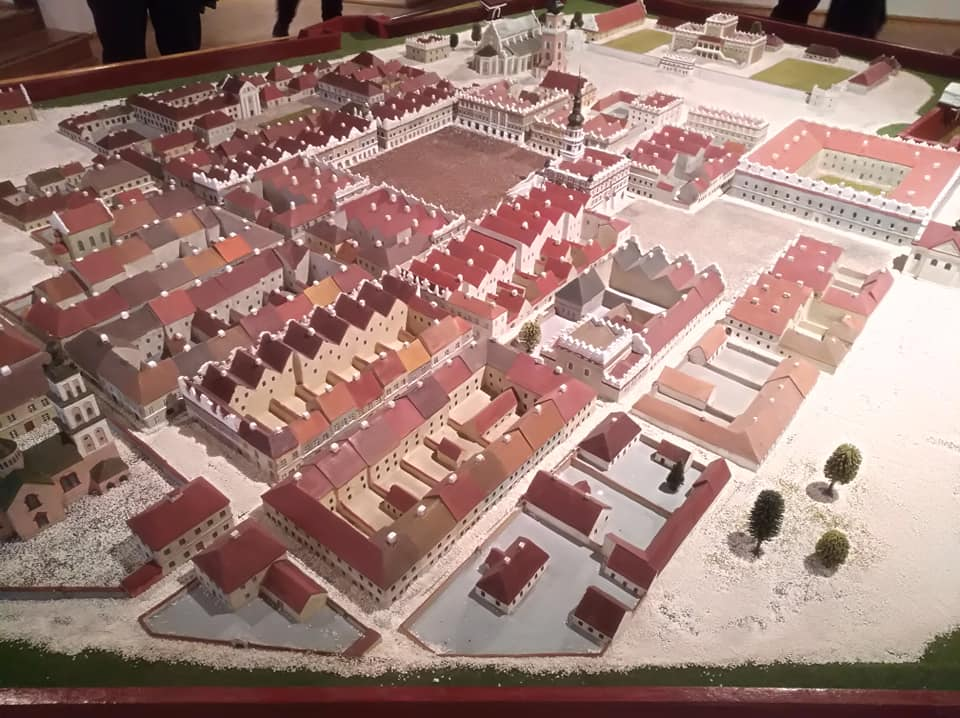
Maquette met plattegrond van de voormalige Joodse- en de aangrenzende Armeense Wijk